# امیل شامپیون
امیل شامپیون (فرانسوی: Émile Champion‎؛ ۷ اوت ۱۸۷۹ – ۱۹۲۱) دونده ماراتن اهل فرانسه بود.